# Мызгин, Владислав Владимирович
Владислав Владимирович Мызгин (9 марта 1996, Тамбов) — российский футболист, нападающий тамбовского «Спартака».

## Карьера
Воспитанник «Тамбова». На взрослом уровне дебютировал в составе клуба ПФЛ «Металлург» Липецк. В первом матче в основном составе забил гол в ворота московского «Торпедо». Летом 2018 года покинул команду и вернулся в родной город.
В 2021 году оказался в Беларуси. Первую часть сезона провел в первой лиге в составе «Лиды». В июле заключил контракт с коллективом премьер-лиги «Неман» Гродно. Дебютировал 18 июля в матче против «Витебска» (0:2), на 79-й минуте заменив ивуарийца Седрика Куадьо.
В феврале 2022 года перешел в новополоцкий «Нафтан», но не сыграл за команду ни одного матча и вскоре перешёл в команду «Академия футбола» (Тамбов) из любительского российского дивизиона (СФФ «Центр»), после чего пополнил состав новосозданного клуба Второй лиги «Спартак» (Тамбов).